# Amanda Carlshamre
Amanda Madita Elisabeth Carlshamre, född 16 juni 1989 i Österhaninge församling, Stockholms län, är en svensk diakon och ledamot av Kyrkomötet (Svenska kyrkan).

## Biografi
Amanda Carlshamre var 2013–2017 förbundsordförande för Svenska Kyrkans Unga. Hon är sedan 2017 ledamot av kyrkomötet (Svenska kyrkan). Hon blev i maj 2019 riksordförande för Partipolitiskt obundna i Svenska kyrkan. Carlshamre vigdes 5 juni 2022 till diakon i Storkyrkan av biskop Andreas Holmberg.
2012 kröntes Carlshamre på Skansen till Sveriges Lucia av Jan Malmsjö.
Hon är andra vice ordförande i kyrkofullmäktige i Eds församling för mandatperioden 2022–2025  .